# Black Thumb
Der Black Thumb (englisch für Schwarzer Daumen, in Chile Cerro Pulgar Negro ‚Schwarzer-Daumen-Hügel‘) ist ein 1190 m hoher Berg mit schroffen und zerklüfteten Hängen, der zwischen dem Romulus-Gletscher und dem Bertrand-Piedmont-Gletscher  an der Fallières-Küste des antarktischen Grahamlands aufragt.
Kartiert und benannt wurde er von Teilnehmern der British Graham Land Expedition (1934–1937) unter der Leitung des australischen Polarforschers John Rymill.